# 자넷 아그렌

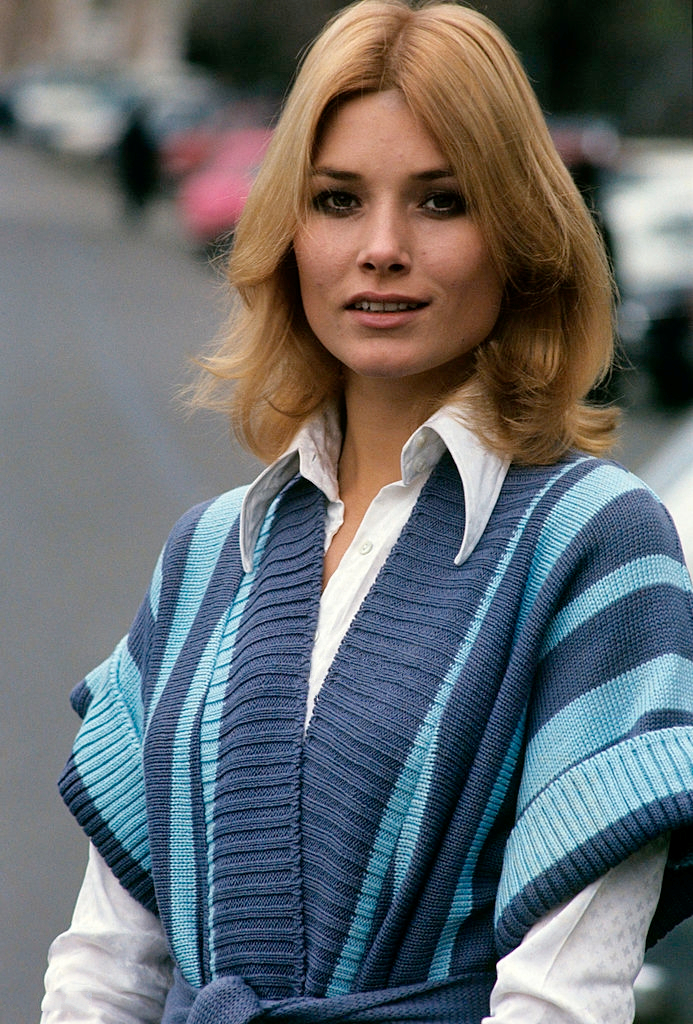

야네트 오그렌(Janet Ågren, 1949년 4월 6일 ~ )은 스웨덴의 배우, 모델이다.
란스크로나에서 태어났다.

## 영화
- 막달리나 (1989년)
- 래트맨 (1988년)
- 가라데 투사 (1987년)
- 돌아온 알라딘 (1986년)
- 돌아온 터미네이터 (1986년)
- 시티 오브 더 리빙 데드 (1980년)
- 홀로코스트 2 (1980년)
- 7인의 미녀 (1979년)
- 마카담 정글 (1973년)
- 아반티! (1972년)
- 푸시캣, 푸시캣, 아이 러브 유 (1970년)